# Lidia Croce
Lidia Maria Croce (La Spezia, 1957) è una scultrice e pittrice italiana.

## Biografia
Nata a La Spezia da una famiglia originaria di Canosa, studiò e si diplomò all'istituto d'arte di Bari cominciando poi ad insegnare Educazione Artistica negli istituti in Puglia, Lazio e Toscana. Si trasferì a Siena, sua città d'adozione, continuando tuttavia a produrre ed esporre le sue opere in diverse città d'Italia.
Ben presto la Croce fece trapelare nei suoi dipinti un segno grafico deciso, che la contraddistinse per tutta la produzione successiva. Scelse di dipingere olii su tela e sanguigne ed iniziò a scolpire soggetti a carattere mistico e mitologico servendosi di diverse materie, dall'argilla al bronzo.
Nel 1985 andò negli Stati Uniti dove tenne varie esposizioni di pittura personali a Los Angeles e dintorni presso lo Spazio Italia e nel 1997 espose per l'Università degli studi di Siena La radice quadrata.
Alla fine degli anni novanta la sua attività la portò sempre più frequentemente in Puglia, terra alla quale fu da sempre legata per via delle sue radici canosine e che gli tributò per tutto il decennio successivo grande stima, ospitando le sue ultime opere e in alcuni casi offrendo il proprio territorio come sfondo espositivo permanente. Nel 2003 le fu assegnata dalla Comunità Montana del Gargano la commissione per realizzare tre monumenti bronzei di grandi dimensioni, destinati ai luoghi storici dei comuni garganici, tra cui il "Diomede Garganico" realizzato nell'arco di circa un anno e tuttora esposto in sede permanente nella via principale del centro storico di Peschici. Negli anni successivi si successero mostre personali e produzioni pittoriche puntualmente evolutesi in omologhe sculture, come nel caso del Diomede, della Maternità, e del bronzo dell'Arcangelo per il Santuario di San Michele Arcangelo. Nel 2006 espose cento quadri a olio, inchiostro e sanguigna all'interno della chiesa di Padre Pio di Renzo Piano a San Giovanni Rotondo. Tra le altre, nel 2008 tenne una mostra personale a Peschici, mentre nel 2009 le fu dedicata un'esposizione presso la cattedrale di Ognissanti a Trani.

## Opere

### Opere scultoree
- Diomede[8] - Peschici
- Maternità - Siena, Certosa di Pontignano - esposizione permanente
- Radice Quadrata - Siena, Università degli studi, Facoltà di Matematica - esposizione permanente
- San Giovanni", fonte battesimale, scultura in terracotta. M.3
- Cristo crocifisso risorto" nella chiesa di Gesù Liberatore a Canosa di Puglia, scultura in terracotta. M.2
- Adamo ed Eva"che attualmente è esposto a Trani, nella Chiesa San Luigi dei Francesi. Bronzo M.1, bozzetto per scultura di piazza.
- La posizione dell'albero"M.2, scultura in terracotta.

### Opere pittoriche
- L'ecologo[2] - Monte Sant'Angelo
- Francigenaopera pittorica 4 metri, esposta nella Basilica di San Michele Arcangelo,nella città di Montesantangelo Garganico[9] - Monte Sant'Angelo
- Ulisse - Vieste

Una voce importante della pittrice Lidia Croce, è la ritrattistica di cui due esempi si trovano nella contrada della Selva a Siena, perché il personaggio ritratto, don Vittorio Bonci era un dirigente attivista della contrada.
La sua più recente opera riguarda un intervento chirurgico effettuato nell'ospedale Le Scotte di Siena,in cui si vede non solo la paziente sul tavolo operatorio ma anche l'équipe medica con alle spalle l'Acropoli di Siena, brulicante di cavalli.